# Brembilla
Brembilla – miejscowość i gmina we Włoszech, w regionie Lombardia, w prowincji Bergamo.
Według danych na styczeń 2009 gminę zamieszkiwało 4178 osób przy gęstości zaludnienia 199,9 os./1 km².